# Luigi Raineri Biscia
Luigi Raineri Biscia, né à Dovadola le 27 décembre 1744 et mort le 26 janvier 1826, est un poète et antiquaire italien

## Biographie
Luigi Raineri Biscia naquit le 27 décembre 1744 dans une villa que son père possédait à Salto, près de Dovadola, en Émilie-Romagne. Appartenant à une famille riche et noble, il reçut de bonne heure une éducation brillante, et fut envoyé au collège de Faenza, où il se fit remarquer par la précocité de son esprit et son assiduité au travail. Malheureusement la faiblesse de sa santé l’obligea d’interrompre ses études et de rentrer sous le toit paternel. Désormais livré à lui-même, il sut se passer de maître, approfondit les classiques latins, étudia la philosophie, l’histoire, et s’occupa surtout d’archéologie. La poésie eut pour lui des attraits, et il publia un élégant petit poème sur la Culture de l’anis, qui lui valut d’être admis dans l’Accademia dei Georgofili de Florence et dans l’Académie d'Arcadie de Rome, où il fut inscrit sous le nom d’Arnerio Laurisseo. Quelques opuscules sur les antiquités augmentèrent sa réputation au point que plusieurs cardinaux le pressèrent vivement d’aller se fixer à Rome ; mais il résista à toutes leurs offres. Plus tard cependant, il accepta un emploi, et fut successivement podestat de Meldola, puis gouverneur de Forlì, et, sous la domination française, intendant des cultes dans la haute Romagne. Atteint dans ses dernières années d’une maladie, il mourut le 26 janvier 1826. On lui éleva un tombeau pour lequel Giovanni Battista Zannoni composa une inscription latine.

## Œuvres
- Sulla coltivazione dell’Anice (Cesena, 1772, in-8°), poème en deux chants et en vers libres, dont les Ephémérides littéraires de Rome de 1773 parlèrent avec éloge. Une seconde édition, plus correcte que la précédente et enrichie de nouvelles notes, a été publiée à Florence en 1828. On y trouve en tête une notice sur l’auteur.
- Dissertazione in cui si dimostra che in Salto già distretto Forlivese era un tempio dedicato a Giove ed a Giunone appartenente agli antichi popoli del Bosco Galliano detti per sopranome Aquinati ;
- Dissertazione filologico-critica sul legno della croce di Gesù Cristo, con altre tre dirette a servire di appendice alle lezioni di Giuseppe Averani sulla passione di Nostro-Signore.